# Belize City
Belize City je najveći ali ne i glavni grad Belizea. U prošlosti je bio glavni grad Britanskog Hondurasa.

## Povijest
Belize City (izvorno osnovan kao "Belize Town") su osnovali Britanci 1638. godine. Prije Britanaca na tom području bio je majanski grad Holzuz. Grad ima prirodno dobru lokaciju na moru te rijeke koje vode u unutrašnjost, preko kojih se u morske luke dovozi drvo. Zbog iskorištavanja šuma Britanci su doveli tisuće afričkih robova. Grad je gotovo u potpunosti uništen 1961. godine, kada je uragan Hattie zahvatio belizejsku obalu 31. listopada. Do 1970. godine bio je glavni grad Belizea kada je vlada preseljena u novi grad Belmopan. Belize City je također teško pogođen uraganom Richard 2010. godine, te požarima u nekoliko navrata. Danas je sjedište istoimenog okruga.

## Zemljopis
Grad je smješten u središnjem zapadnom dijelu zemlje na obali Meksičkog zaljeva.

## Stanovništvo
Prema podacima iz 2012. godine u gradu živi 67.964 stanovnika, dok sa susjednim naseljima ima oko 80.000 stanovnika. Grad se dijeli na dva dijela; Belize City North Side i Belize City South Side.

## Gradovi prijatelji
- Ann Arbor, SAD
- Kaohsiung, Tajvan

## Galerija
- Gradska luka
- Središte Belize Cityja
- Gradska vijećnica

## Vanjske poveznice
- Povijest Belize Cityja  Arhivirana inačica izvorne stranice od 12. ožujka 2018. (Wayback Machine)
- Časopis o Belize Cityju
- Povijest Belize Cityja  Arhivirana inačica izvorne stranice od 29. kolovoza 2008. (Wayback Machine)
- Gradsko vijeće[neaktivna poveznica]